# Squalius castellanus
Squalius castellanus es una especie de peces de la familia Cyprinidae en el orden de los Cypriniformes.

## Hábitat
Es un pez de agua dulce.

## Distribución geográfica
Se encuentra en la península ibérica.
Endémica del Río Gallo y sus tributarios, en la cuenca alta del Río Tajo.